# Maxomys rajah
Maxomys rajah — вид пацюків (Rattini), ендемік Суматри, Борнео та прилеглих островів (Малайзія) й Таїланд.

## Морфологічна характеристика
Довжина голови й тулуба від 140 до 235 мм, довжина хвоста від 140 до 217 мм, довжина лапи від 35 до 46 мм, довжина вух від 20 до 25 мм, вага до 265 грамів. Волосяний покрив колючий. Верхня частина коричнева, іноді з червонуватим і помаранчевим відтінком, вздовж хребта темніша, з численними сірувато-коричневими колючими волосками. Черевні частини білі, з безліччю пухнастих колючих волосків. Лапи білі. Хвіст такий же, як і голова і тулуб, зверху темно-коричневий, знизу блідіший, дрібно вкритий волоссям. Каріотип 2n = 36, FN = 54–56.

## Середовище проживання
Мешкає в первинних і вторинних низинних вічнозелених тропічних лісах на висоті до 1100 метрів над рівнем моря.

## Спосіб життя
Це нічний і наземний вид